# Kameanuha, Manevîci
Kameanuha (în ucraineană Кам`януха) este un sat în comuna Budkî din raionul Manevîci, regiunea Volînia, Ucraina.

## Demografie
Componența lingvistică a localității Kameanuha
     Ucraineană (99,41%)
     Alte limbi (0,29%)
Conform recensământului din 2001, majoritatea populației localității Kameanuha era vorbitoare de ucraineană (99,41%), existând în minoritate și vorbitori de alte limbi.